# Jongdzso koreai király
Jongdzso koreai király (1694. október 31. – 1776. április 22.) Csoszon huszonegyedik királya volt. I Gum néven született, édesapja Szukcsong koreai király, édesanyja pedig Cshö szukpin.
Csak 26 évesen lett koronaherceg, mivel idősebb féltestvére, Kjongdzsong koreai király követte apját a trónon, de már egészen kisgyerekkorától arra készítették fel, hogy ő is király lesz. Meg is volt az ambíciója, ugyanis már 7-8 évesen megtanulta azt, amit csak 14 évesen kell. Már koronahercegként is ő intézte az állam ügyeit, mivel testvére sokat betegeskedett, így nem tudott érdemben cselekedni az országért.

## Uralkodása
Bátyja halála után, 1724-ben koronázták meg, és 52 éves uralkodásával ő volt a Csoszon-dinasztia leghosszabb ideig uralkodó királya. A konfuciánus híve volt, apjának méltó utódja, aki legalább annyira zseniális uralkodó volt, mint elődje. Uralkodása alatt virágzott a Koreai gazdaság. Gondoskodott népéről, valahányszor árvíz, vagy természeti katasztrófa sújtott, mindig igyekezett kártérítéssel enyhíteni a földművesek kárán, emellett csökkentette az adókat. Ő maga is önmegtartóztatást tanúsított, kevesebb ételt készíttetett magának, hogy több maradjon az éhező embereknek.
Jongdzso király már koronahercegként is látta, mennyire káros az országnak a Noron és a Szoron frakciók közötti harc, ezért megpróbált ennek véget vetni, mihelyt trónra került. Visszaállította a hadkötelezettségi adót, és olyan más emberek véleményeit is kikérte, például hivatalnokok, tudósok, katonák, de még a parasztok véleményeire is adott. A felére csökkentette a katonai szolgálati adót, ugyanakkor nagyobb volt a halászatra, sóra, hajókra és telkekre kivetett adók szórása. Rendezte a pénzügyi rendszert is, a bevételekre és kiadásokra számviteli rendszert alakított ki.
Soha nem felejtette el, hogy édesanyja által ő is közemberként született, ezért mindent megtett annak érdekében, hogy taníttassa a gyerekeket írásra, olvasásra, valamint a mezőgazdaságra. Ismét készítettek csapadékmérőket, emellett kiterjedt közmunkaprogramot végeztek. A király célja az volt, hogy a konfuciánust és a humanizmust újra megerősítse, viszont erősebb volt az a társadalmi változás, melyet az akkori kor hozott magával, megjelent a társadalmi mobilitás.
A kereskedelem nagymértékben erősödött, központja Hanjang lett. A tőkefelhalmozás, monopólium, nagykereskedelem bővítése a céhes szervezeteknek kedvezett. A kisebb üzleteket a kormány bérelte, engedéllyel árusíthattak a kisebb kereskedők, de őket is beintegrálták a nagykereskedelembe.
A társadalmi helyzettől függetlenül sok arisztokrata és közember kereskedelemből élt meg, így Hanjang a legvirágzóbb város volt a 18. században, ipari várossá nőtte ki magát. Népszerűek voltak a kézműves áruk, valamint a kések, lószőr kalapok, étkezőasztalok, és sárgarézből készült áruk forgalma is különösen nagy volt. Lószőr kalapokat eredetileg csak a jangban arisztokraták viseltek, de ahogy széles körben árusították, úgy viselte szinte mindenki, így szinte eltűnt a jangban osztály megkülönböztetése.[forrás?]
Még a könyvek hamisítása is elterjedt azáltal, hogy egyre többen tudtak olvasni. Ez azt is eredményezte, hogy közkedvelt lett az olvasás, és a nyomtatás is virágzott. Főleg a szatírák és a társadalom-kritikák voltak népszerűek. Egyik példa a Csunjan szerelme, mely egy kiszeng lányáról szólt, és betekintést engedett a kormányzati tisztviselők kapzsiságába és sznobizmusába.
A király nagyra becsülte Pak Munszut, aki védte az embereket a korrupciótól, ő volt a titkos kormányzati ellenőr (암행어사; Amhengosza). Nagy érdeme volt abban, hogy leverte I Indzsa lázadását, és a király nevében az összes korrupt tisztségviselőt letartóztatta.

## Fia halála
Bár Jongdzso király rendkívül emberséges uralkodó volt,[forrás?] mégis megölette fiát, Szado koronaherceget, mert a Noron frakció elhitette vele, hogy összeesküvést szervez az apja ellen, hogy megölje őt, és a trónra kerüljön. Ezért 1762-ben egy rizsládába záratta, ahol 8 nap éhezés után meghalt. Emellett egyes feljegyzések szerint a koronaherceg a palotában véletlenszerűen gyilkolt embereket, ezért hitte el a király, hogy fia merényletet tervez ellene.

## Katolicizmus
Jongdzso király volt az első, aki nyíltan felvette a harcot a katolicizmus ellen. A 18. században Ázsiában is elterjedtek a keresztény vallások, Koreában főleg Kangvon és Hvanghe tartományokban gyakorolták a katolikus vallást. 1758-ban a király hivatalosan is törvényen kívülinek nevezte a katolikus vallást, és ördögi gyakorlatnak nevezte.

## Halála
Később kiderült a király számára fia ártatlansága, ezért posztumusz nevet adott neki, de ez sem segített a lelkiismeret-furdalásán, mely csak még jobban erősítette a demenciás betegségét. Valamint feljegyzések vannak arról is, hogy az idő előrehaladtával egyre keményebb kezű és szigorú uralkodó lett. Emberei közül bárkit, aki nem végezte rendesen a munkáját, kíméletlenül elbocsájtotta posztjukról. Mindezek mellett végig igazságos uralkodó maradt, és az utolsó években is szolgálta népét. 1776-ban, 81 évesen halt meg. Unokája, Csongdzso koreai király követte őt a trónon, akitől féltek a bírósági tisztviselők, ugyanis azt hitték, hogy apja halála miatt bosszút fog állni rajtuk, hiszen ekkor már nyilvánvaló volt, hogy ők akarták az akkori koronaherceg halálát.
Jongdzso királyt a Tonggurung sírhelyen helyezték örök nyugalomra, majd 1805-ben, amikor második felesége meghalt, akkor Kuri városának Vollung (원릉, 元陵) királyi sírhelyébe helyezték át, ahol második feleségével nyugszik.

## Családja
- Apa: Szukcsong koreai király (숙종)
- Anya: Cshö úrnő, szukpin rangú ágyas a hedzsui Cshö klánból. (숙빈 최씨)
- Hitvesek:

1. Csongszong királyné a talszongi Szo klánból (정성왕후 서씨)
2. Csongszun királyné a kjongdzsui Kim klánból (정순왕후 김씨)
3. csongbin rangú ágyas az I klánból (정빈 이씨)
  1. Hjodzsang koronaherceg (효장세자, 1719–1728)
  2. Egy név nélküli lány
  3. Hvaszun hercegnő (화순옹주)
4. jongbin rangú ágyas az I klánból (영빈 이씨)
  1. Szado koronaherceg (사도세자, 1735-1762)
  2. Hvaphjong hercegnő (화평옹주, 1727-1748)
  3. Hvahjop hercegnő (화협옹주, 1733-1752)
  4. Hvavan hercegnő (화완옹주, 1738-1808)
5. küin rangú ágyas a Cso klánból  (귀인 조씨)
  1. Hvaju hercegnő (화유옹주, 1741-1771)
6. szugi rangú ágyas a Mun klánból (숙의 문씨)
  1. Hvarjong hercegnő (화령옹주, 1752-1821)
  2. Hvagil hercegnő (화길옹주, 1754-1772)

(A hitvesek keresztneve a királynék kivételével ismeretlen. A rangok leírását lásd: Címek és megszólítások a Csoszon-dinasztiában)

## Posztumusz neve
Jongdzso teljes posztumusz neve (siho):
Jongdzso Csangszun Csiheng Szundok Jongmo Irjol Csangi Hongjun Kvangin Tonhi Cshecshon Konguk Szonggong Sinhva Teszong Kvangun kethe Kijong Jomjong Szuncshol Kongon Konjong Pemjong Szuthong Kjongnjok Honghju Csunghva Jungdo Szukcsang Csanghun Csongmun Szonmu Higjong Hjonhjo Tevang  (영조장순지행순덕영모의열장의홍륜광인돈희체천건극성공신화대성광운개태기영요명순철건건곤녕익문선무희경현효대왕, 至行純德英謨毅烈章義弘倫光仁敦禧體天建極聖功神化大成廣運開泰基永堯明舜哲乾健坤寧翼文宣武熙敬顯孝大王, Yeongjo Jangsun Jihaeng Sundeok Yeongmo Uiryeol Jang-ui Hong-yun Gwang-in Donhui Checheon Geon-geuk Seonggong Sinhwa Daeseong Gwang-un Gaetae Giyeong Yomyeong Suncheol Geon-geon Gonyeong Baemyeong Sutong Gyeongnyeok Honghyu Junghwa Yungdo Sukjang Changhun Jeongmun Seonmu Huigyeong Hyeonhyo Daewang)

## Ábrázolása a művészetekben
Mind A királyi ház titkai, mind A korona hercege című történelmi drámasorozatokban látható. A királyi ház titkaiban gyerekként, valamint az utolsó részben királyként szerepel. A gyerek herceget I Hjongszok (이형석) alakította. A korona hercegében már idős királyként látható; I Szundzse (이순재) alakította.

## Fordítás
- Ez a szócikk részben vagy egészben  a   Yeongjo of Joseon című angol Wikipédia-szócikk fordításán alapul.  Az eredeti cikk szerkesztőit annak laptörténete sorolja fel. Ez a jelzés csupán a megfogalmazás eredetét és a szerzői jogokat jelzi, nem szolgál a cikkben szereplő információk forrásmegjelöléseként.

| Előző uralkodó: Kjongdzsong (Gyeongjong) | Csoszon királya 1776–1800 I-dinasztia | Következő uralkodó: Csongdzso (Jeongjo) |